# Pöksä (ö i Norra Savolax)
Pöksä är en ö i Finland. Den ligger i sjön Suvasvesi och i kommunen Kuopio i den ekonomiska regionen  Kuopio ekonomiska region  och landskapet Norra Savolax, i den centrala delen av landet, 300 km nordost om huvudstaden Helsingfors. Öns area är 5,8 hektar och dess största längd är 400 meter i sydöst-nordvästlig riktning.